# Dirk Verdoorn
Pour les articles homonymes, voir Verdoorn.
Dirk Verdoorn, né en 1957 à Dordrecht, est un peintre de la marine d'origine néerlandaise.
Il passe son enfance sur une péniche, au confluent du Waal, de la Meuse et de la Merwede, avant de s'installer en France. Il travaille alors comme ouvrier viticole, professeur de dessin puis décorateur de théâtre, avant de vivre de sa peinture, à partir de 1997. En 1999, il fonde le groupe Ailleurs avec les peintres Bernard Delheure, Pierre Fonferrier, Jean-Luc Gosse et Serge Maumelat.
En 2001, il reçoit la médaille de bronze au Salon de la Marine, puis la médaille d'or deux ans plus tard, pour son portrait du porte-avions Charles de Gaulle. En 2005, il est nommé peintre agréé de la marine.
Il vit actuellement en Italie, dans le Salento, au bord de la mer ionienne. Ses œuvres sont exposées en permanence à la galerie de l'Estuaire à Honfleur.
Il se caractérise par un style précis et très réaliste. 
Ses sujets de prédilection sont : 

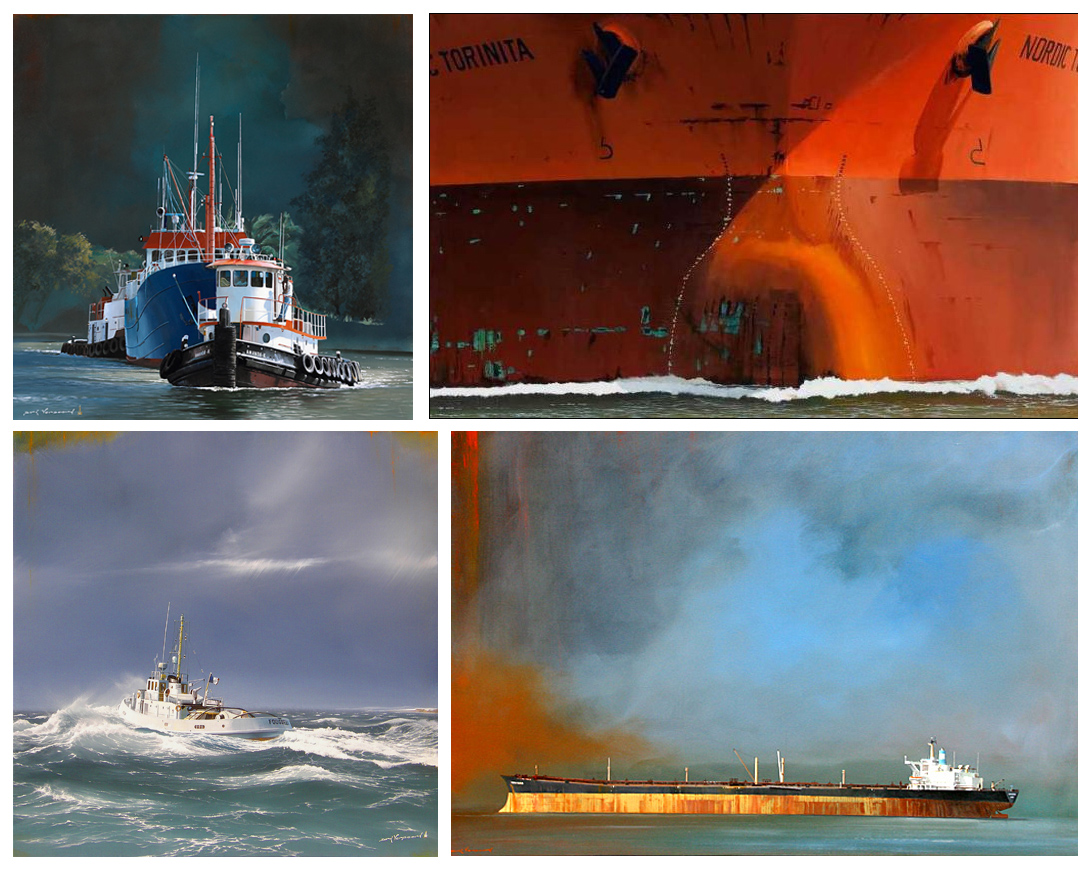
Quatre tableaux de Dirk Verdoorn

- la mer en mouvement, voire déchaînée (La vague),
- la marine marchande (cargos, remorqueurs, ...) et notamment les ports industriels (les grues de chantier entourant l'Aquacharm dans Naissance) ou les portraits de bateaux (Abeille Bourbon, ou le gros plan sur l'étrave rouge du Nordic Torinita),
- les voyages, par exemple au Québec le long du Saint-Laurent (Misty-Québec, Ambition), mais aussi en Floride Miami river), Kerala (Cochin et le backwaters) ou encore Saint Pierre et Miquelon (Fullmar et le mirage, l'adieu)

## Décoration
- Chevalier de l'ordre du Mérite maritime (2024)[7]